# Pommier
Pommier ist eine französische Gemeinde mit 241 Einwohnern (Stand 1. Januar 2022) im Arrondissement Arras des Départements Pas-de-Calais. Sie liegt im Kanton Avesnes-le-Comte und ist Mitglied des Kommunalverbandes Campagnes de l’Artois.
|             | Bailleulmont | Berles-au-Bois      |
| Humbercamps | Kompass      |                     |
| Saint-Amand |              | Bienvillers-au-Bois |

## Sehenswürdigkeiten

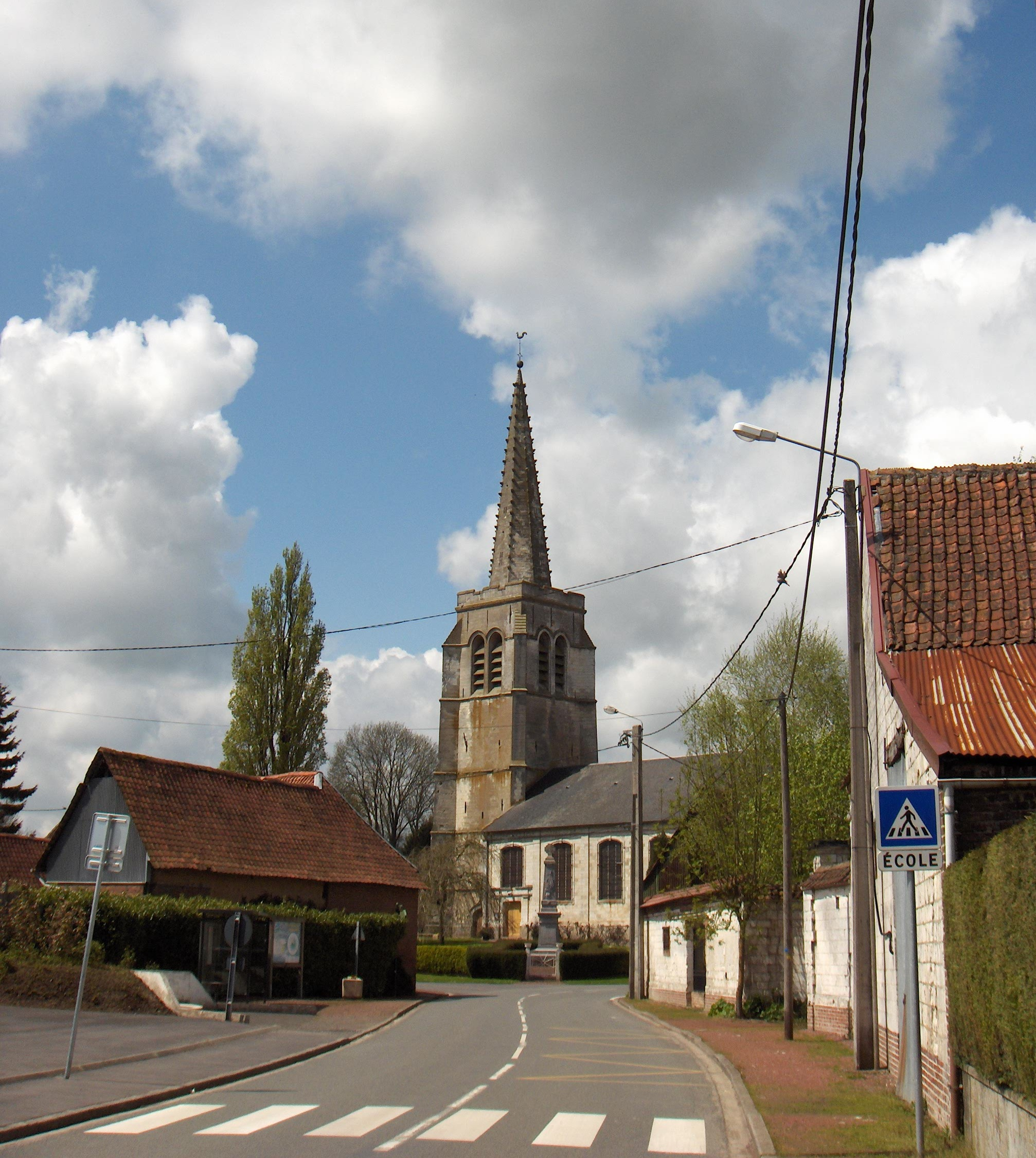
Kirche Saint-Martin